# Gerard du Prie

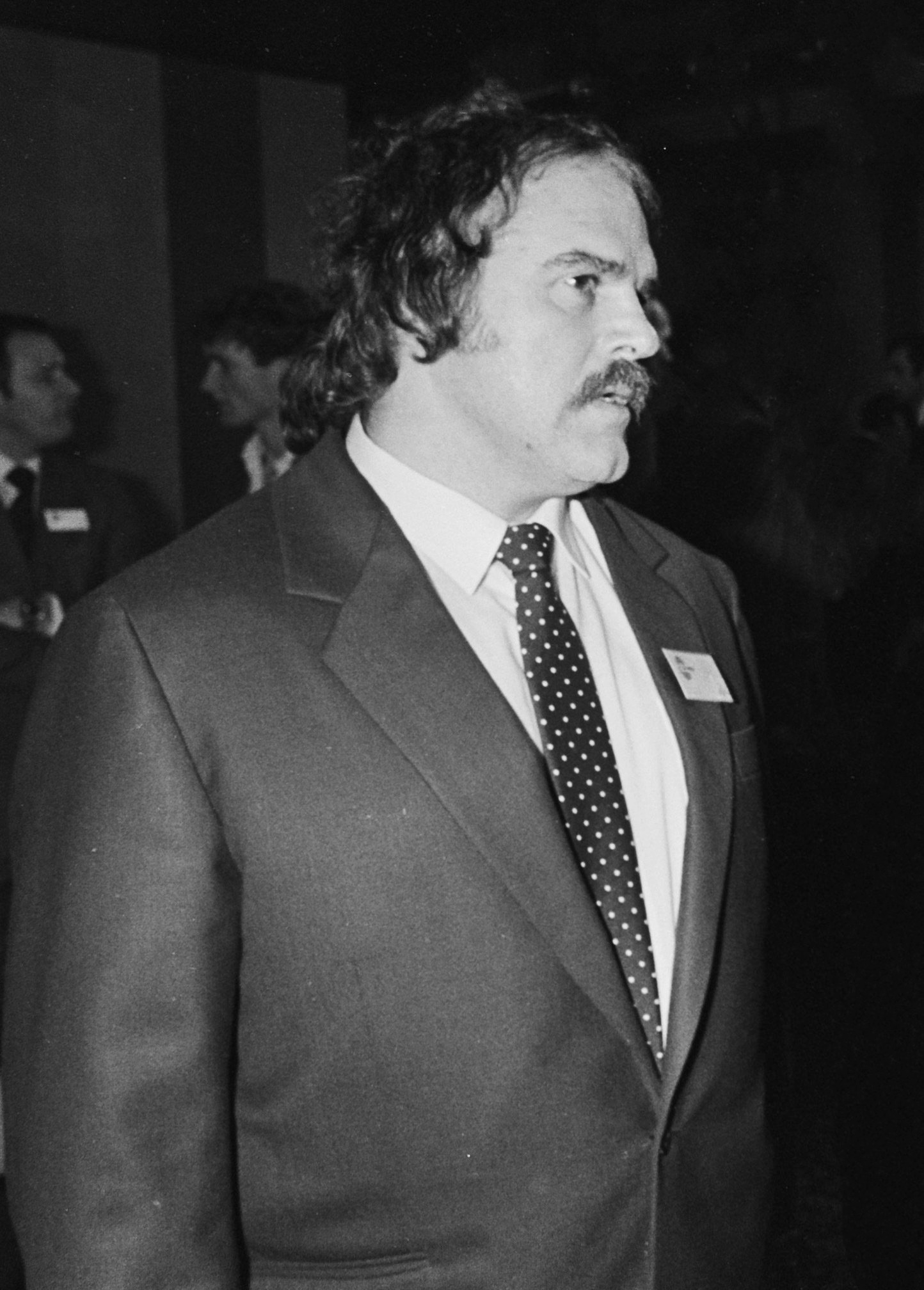
Gerard du Prie in 1981

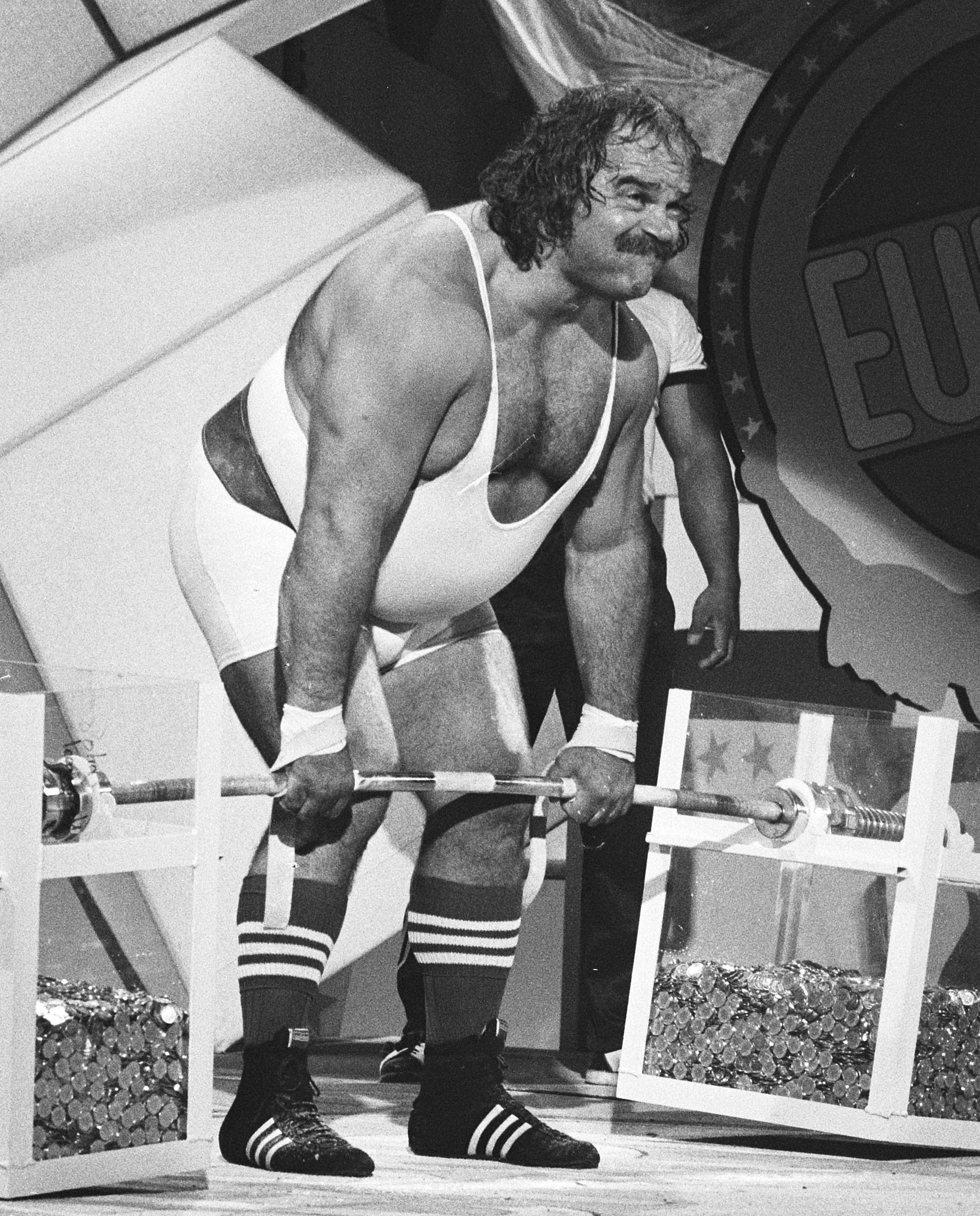
Gerard du Prie in 1982

Gerard du Prie (Oterleek, 23 mei 1937 – Egmond aan Zee, 11 maart 2020) was een Nederlands powerlifter en worstelaar. Hij werd in 1979 de "Sterkste Man van Nederland". Hij had verschillende beroepen, eerst smid en lasser, later uitsmijter.

## Biografie
Op jonge leeftijd begon Du Prie al met worstelen en schaatsen en schuwde lichamelijke inspanning niet. Als lasser en smid verdiende hij de kost voor zijn gezin en werd, tegen de zin van zijn vrouw en kinderen in, uitsmijter bij een groot café, waar hij veel meer kon verdienen. Ook beunhaaste hij bij als snorder (='zwarte' taxichauffeur). Zijn leven werd ruiger, onder andere door knokpartijen in zijn periode als uitsmijter, waardoor hij bij zijn vrouw wegging. Op een gegeven moment werd hij uitsmijter van een tent in Heiloo, die volgens Du Prie de hele nacht open was en waar de ruigste en beruchtste figuren kwamen. Om geen gezichtsverlies te lijden vermeed hij geen enkele vechtpartij om zijn reputatie hoog te houden. Daarna, eind jaren '70, kreeg hij meer bekendheid. In 1979 won hij de televisiestrijd "Sterkste Man van Nederland". In 1982 werd hij tweede, achter Simon Wulfse. Dit leidde tot optredens bij shows op televisie bij Rudi Carrell, Ron Brandsteder en André van Duin. Ook zat hij in panels van spelshows en werd voor menige fotoshoot gevraagd. Samen met zijn prestaties in het powerliften werd hij een bekende Nederlander, waardoor zijn leven wat minder ruig werd en hij glorietijden beleefde.
Tijdens de wedstrijd "Sterkste Man van Nederland 1984" zei Du Prie (op 47-jarige leeftijd) dat dit zijn laatste wedstrijd was. Onderdelen waarbij zowel conditie/uithoudingsvermogen en kracht nodig waren, werden hem te zwaar. Bij het touwtrekken werd hij door Ted van der Parre een modderpoel ingetrokken, waarbij Du Prie riep "was het maar bier". Hij maakte er dan ook geen geheim van dat hij niet alleen veel krachttraining deed, maar ook veel alcohol dronk. De laatste onderdelen van de tweedaagse wedstrijd steeg Du Prie nog van onder in het klassement naar de middenmoot, aangezien dit pure krachtonderdelen waren. Volgens Du Prie was het toen de beurt aan de 'nieuwe jongens', zoals de op dat ogenblik 32-jarige debutant Ab Wolders, die de wedstrijd won, Cees de Vreugd en de meer dan 210 cm lange Van der Parre.
Op latere leeftijd ging Du Prie in een pension in zijn geboorteplaats Egmond aan Zee wonen. Fietsen kon hij nog, maar lopen ging bijna niet meer vanwege het harde trainen dat hij gedaan had: zijn knieën, rug en heupen waren versleten. Na kanker overwonnen te hebben kreeg Du Prie in 2008 bovendien nog een TIA. Hij werkte in 2011 aan een autobiografie en ging nog regelmatig naar zijn stamkroeg. Ook was hij op 24 mei 2013 nog te zien in Man bijt hond van de NCRV.
In maart 2020 overleed Gerard du Prie op 82-jarige leeftijd.

## Prestaties

### Powerlifting
- In 1983 werd hij in London, Canada als eerste Nederlander wereldkampioen powerlifting.
- Sande (Vestfold), Noorwegen was de plaats waarin Du Prie in 1986 nogmaals deze titel won, wederom in de hoogste gewichtsklasse (125+ kg).

### Sterkste Man
- In 1980 behaalde hij de achtste plaats bij de competitie Sterkste Man van de Wereld.

### Sterkste Man van Nederland
- Du Prie was de eerste officiële Sterkste Man van Nederland in 1979.[5]
- 1982: 2e plaats

### Statistieken jaren 80
- Lengte: ongeveer 181 cm
- Gewicht: 125+ kg

## Trivia
- In 1981 werkte Du Prie mee aan een fotosessie ter promotie van het debuutalbum van de hardrockgroep Bodine, bij het platenlabel van Chiel Montagne.